# ألبرتو مونيوث
ألبرتو مونيوث (بالإسبانية: Alberto Muñoz)‏ هو مصارع محترف مكسيكي، ولد في 15 يناير 1943 في Tepatitlán ‏ في المكسيك.

## روابط خارجية
- ألبرتو مونيوث على موقع CageMatch worker (الإنجليزية)